# Conyza schlechtendalii
Espèce
Statut de conservation UICN

 CR D : 
En danger critique
Conyza schlechtendalii est une espèce de plantes à fleurs de la famille des Astéracées. Elle est endémique du Cap-Vert.

## Répartition et habitat
Cette espèce n'est présente que sur l'île de São Nicolau. On la trouve principalement entre 500 et 600 m d'altitude. Elle vit dans les zones humides.

## Menaces
Conyza schlechtendalii est classé « En critique danger d'extinction » sur la liste rouge de l'UICN. Sa population actuelle est estimée à moins de 50 individus matures